# Torre inclinada de Toruń

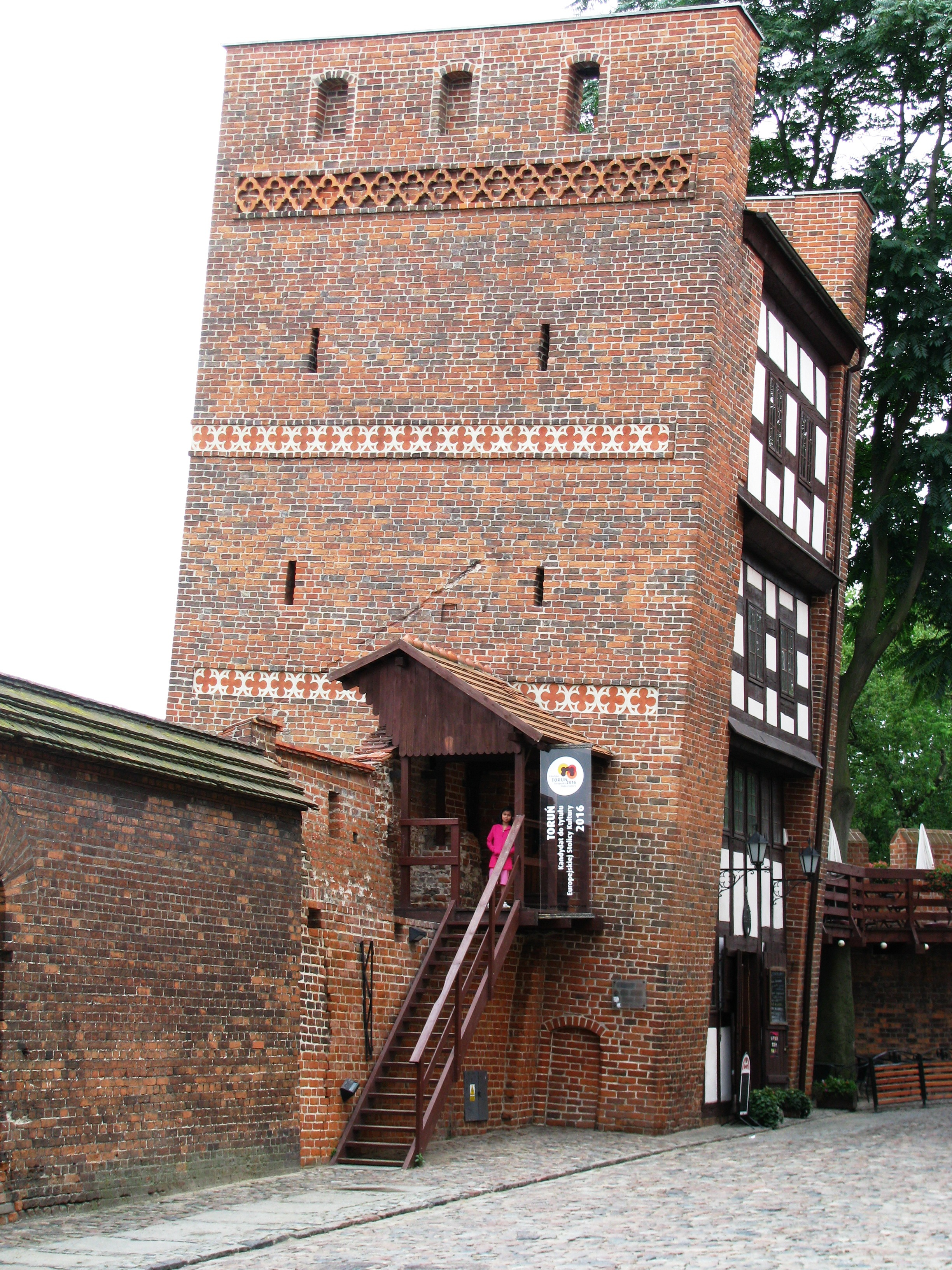
Torre inclinada de Toruń

La Torre inclinada de Toruń es una torre medieval inclinada ubicada en el centro de Toruń (Polonia). Tiene una altura media de 15 metros y un desplazamiento horizontal de 1,5 metros, con una inclinación aproximada de 5 grados. Situada en la calle Pod Krzywa Wieza, es el punto de referencia más importante en la ciudad antigua de Toruń.

## Historia
Fue construida entre los siglos XIII y XIV con el fin de defender la ciudad. La torre empezó a inclinarse a causa de una tierra arcillosa. En el siglo XVIII dejó de desempeñar un papel defensivo y el edificio se convirtió en una prisión para mujeres. En el siglo XIX fue reconstruida. En la segunda mitad del siglo XX albergaba apartamentos y una herrería. Entre el año 1970 y 1980 había una tienda de recuerdos y una cafetería. Hoy en día, dentro de la torre se halla el Departamento de Cultura de Toruń y hay un pub llamado Krzywa.

## Leyendas
Existen varias leyendas relacionadas con la torre inclinada. Una cuenta los orígenes de la ciudad y explica la etimología de su nombre, cuyo protagonista es la torre. Según esta leyenda, en la ribera del río Vístula fundaron un pequeño pueblo que con el paso del tiempo iba creciendo muy rápido. En aquel tiempo las fronteras frecuentemente solían estar ensanchadas. Una de las torres, la más cercana al Vístula, muchas veces hablaba con el río y este le contaba sobre el mundo que había recorrido. Cuando la torre empezó a envidiar sus aventuras, decidió dejar de escucharla. Pero Vístula se había acostumbrado a relatar las historias y quería seguir contándolas. Comenzó, también, a derrumbar los muros de la torre. La torre gritaba "Nie rób tego, bo runę!" – No lo hagas, ¡Voy a derrumbarme! En aquel momento Vístula respondió "To ruń!" – ¡Entonces derrúmbate! Y así empezaron a llamar a la ciudad con el nombre actual, que es Toruń.
Una segunda leyenda cuenta sobre un almadiero y una plaga de ranas.  Según este cuento, un día caluroso Toruń fue invadido por un montón de ranas. Estaban por todas partes: en las casas, en las iglesias e incluso en el ayuntamiento. Los habitantes se estaban volviendo locos y, por eso, el alcalde de la ciudad decidió terminar con este horrible suceso. Prometió lo consiguiente: “Quien ayude a resolver el problema, podrá pedir la mano de mi hija Kunka”. La promesa llegó a oídos de un almadiero, de nombre Iwo, que en ese momento navegaba en un bote por el río Vístula. Iwo tomó su violín mágico y comenzó a tocar una melodía para alejar a las ranas de la ciudad. Las ranas, horrorizadas por el sonido, huyeron en seguida y el almadiero, en recompensa, obtuvo la gratificación prometida y fue llamado el héroe de Toruń.